# MVRDV
MVRDV er et arkitektfirma med base i Rotterdam, Holland grundlagt i 1991.
Navnet er et akronym fra de personer, der startede firmaet: Winy Maas (1959), Jacob van Rijs (1964) og Nathalie de Vries (1965). 
Maas og Van Rijs arbejdede på OMA, De Vries hos Mecanoo før de startede MVRDV.
Deres første realiserede opgave var de nye kontorer for VPRO i Hilversum, Holland (1993-1997). Andre byggede værker inkluderer: Wozoco lejlighederne, Amsterdam (1994-1997) og den hollandske pavilion til Expo 2000 (1997-2000). Ydermere har de også fået bygget en virksomhedspark 'Flight Forum' i Eindhoven, Gemini Residence i København, Silodam lejlighedskomplekset i Amsterdam, Matsudai kulturcenter i Japan, Unterföhring kontorcampus nær München og Lloyd Hotel i Amsterdam. 

## Artikler
- Gonzalo Herrero Delicado. Mirador Building, Madrid, Spain: MVRDV and Blanca Lleó 2005. – Galinsky, 2006
- Orlandoni, Alessandra "Interview with Winy Maas" – The Plan 013, March 2006
- Frey, Darcy "Crowded House" – The New York Times Magazine, June 8, 2008